# Gynoplistia ngende
Gynoplistia ngende là một loài ruồi trong họ Limoniidae. Chúng phân bố ở miền Australasia.